# عبد اله كندي
عبد اله‌ كندي هي قرية في مقاطعة ماكو، إيران. يقدر عدد سكانها بـ 36 نسمة بحسب إحصاء 2016.